# La Très Très Grande Classe
La Très Très Grande Classe és una comèdia francesa dirigida per Frédéric Quiring i estrenada el 2022. Ha estat subtitulada al català.

## Sinopsi
Després de cinc anys suportant condicions laborals horribles per part dels seus alumnes, la Sofia, una professora de francés, és escollida per a treballar a un altre centre. Entusiasmada amb una nova vida al Liceu Francès de Barcelona, les seves esperances es veuen amenaçades per una altra professora, ben connectada i massa qualificada, que també vol ocupar la plaça.

## Repartiment
- Melha Bedia com a Sofia
- Audrey Fleurot com a Madame Delahaye
- François Berléand com a Monsieur Picard
- Vincent Lecuyer com el director de l'escola
- Arié Elmaleh com a Benoît
- Nissim Renard com a Sam
- Nathalie Besançon com a Mlle Lannoy
- Elie Semoun com a Raf
- Vinciane Millereau com l'examindor
- Matteo Salamone com a Enguerrand

## Recaptació
Durant el dia de l'estrena a França, la comèdia va vendre 36.440 entrades (incloses 10.269 en preestrena), repartides en 477 sessions. Va ser la pel·lícula més vista després de One Piece: Red (267.631) i seguida de Nope (36.205).
Al cap d'una setmana 168.103 espectadors van veure el film, situar-lo al 8è lloc a la taquilla de la setmana, per darrere de Top Gun: Maverick (180.658) i per davant de Ducobu President! (97.550). Durant la segona setmana, la comèdia va acabar última a taquilla amb 123.282 entrades addicionals, darrere de Thor: Love and Thunder (136.930).